# Papiro de Nash

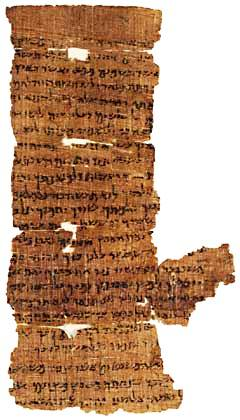
Fragmento del Papiro de Nash que contiene los Diez Mandamientos y el Shemá Israel, Egipto, 200 a. C.

El Papiro de Nash es un conjunto de cuatro fragmentos de un manuscrito escrito en papiro, adquirido en Egipto en 1898 por W. L. Nash, el secretario de la Sociedad de Arqueología Bíblica. Él los presentó a la Biblioteca de la Universidad de Cambridge en 1903. Comprenden una única hoja y no son parte de un rollo. El papiro es de procedencia desconocida, aunque se presume que viene de Fayún. El texto fue descrito por primera vez por Stanley A. Cook en 1903. Sin embargo, fue fechado por Cook en el siglo II d. C., pero evaluaciones posteriores lo han datado a fechas más recientes, entre el 150-100 a.C. El papiro se consideraba como el fragmento en hebreo más antiguo hasta el descubrimiento de los Rollos del Mar Muerto en 1947. 

## Descripción
Consiste en veinticuatro líneas largas, con unas cuantas letras perdidas en cada margen, que contiene los Diez Mandamientos en hebreo, seguido del Shemá Israel. El texto de los Diez Mandamientos combina partes de la versión de Éxodo 20:2-17 con partes de Deuteronomio 5:6-21. Una curiosidad es su omisión de la frase "casa de servidumbre", usada en ambas versiones, sobre Egipto — tal vez sea una refección de donde el papiro fue compuesto.  
Algunas sustituciones (pero no todas) de los papiros de Deuteronomio se encuentran en la versión de Éxodo en griego antiguo de la traducción  de la biblia hebrea (Septuaginta). La Septuaginta también interpola antes Deuteronomio 6:4 el preámbulo al Shemá encontrado en el papiro, y adicionalmente coincide con una cópula de otras lecturas variantes en donde el papiro se aparta del texto masorético hebreo estándar. El orden de los últimos mandamientos en el papiro es (Adulterio-Asesinar-Robar, más bien que (Asesinar-Adulterio-Robar), al igual que se encuentra en la mayoría de textos de la Septuaginta, así como también en el Nuevo Testamento (Marcos 10:19, Lucas 18:20, La Romanos 13:9, Santiago 2:11, pero no en Mateo 19:18.
Según el Talmud la costumbre era leer una vez los Diez Mandamientos antes de decir el Shemá. Según Burkitt establece, "por lo tanto, es razonable conjeturar que este papiro contiene la adoración diaria de un judío egipcio piadoso, que vivió antes de que la costumbre llegara a su fin".
Por ello se cree que el papiro fue probablemente extraído de un documento litúrgico, que podría haber sintetizado deliberadamente las dos versiones de los Mandamientos, y no es directamente de las Escrituras. Sin embargo, las similitudes con el texto de la Septuaginta dan una evidencia fuerte de la coincidencia cercana a la Septuaginta como una traducción existente del texto hebreo del Pentateuco en el Egipto del siglo II a. C., con diferencia significativa de los textos posteriores recolectados y preservados por los Masoretas.